# Alexander Campbell Fraser
Alexander Campbell Fraser (* 3. September 1819 in Ardchattan bei Loch Etive, Argyll; † 2. Dezember 1914 in Edinburgh) war ein schottischer Theologe, Philosoph und Hochschullehrer.

## Leben
Fraser wurde in Ardchattan als der älteste Sohn von zwölf Kindern eines Pfarrers der Church of Scotland geboren. Seine Mutter war Maria Helen Campbell und sein Vater Hugh Fraser. Ardchattan war damals ein sehr isolierter Wohnort, so dass Fraser in seinen ersten sieben Lebensjahren von seiner Mutter erzogen wurde. Sie war eine gläubige Protestantin und Anhängerin des Sklavereigegners William Wilberforce. Er besuchte kurz die Schule der Pfarrei und musste dann aufgrund schlechter Gesundheit zuhause unterrichtet werden, wo er auf die umfangreiche Bibliothek seines Vaters zurückgreifen konnte. Mit den damals üblichen 14 Jahren besuchte er die University of Glasgow. Das Leben im Slum-geprägten Glasgow unterschied sich erheblich von der Einsamkeit des heimatlichen Lorne. Der exzentrische Nachfolger von Thomas Reid, James Mylne, unterrichtete Moralphilosophie. Nach nur einem Jahr wechselte Fraser an die University of Edinburgh, das damals eine Dreitagesreise von Lorne entfernt lag.
In Edinburgh wurde er vom alternden George Ritchie in Logik unterrichtet, dessen bekannterer Sohn David George Ritchie war. Ritchie lehrte die Philosophie des Thomas Reid ohne Ergänzungen oder Auslassungen. Aus eigenem Antrieb bemühte sich Fraser um Thomas Brown, durch den er die Lehren David Humes kennenlernte.
Nach Erlangung seines M.A. wandte sich Fraser der Theologie zu. Einer seiner inspirierendsten Lehrer war David Welsh, einem Kirchenhistoriker, der mit seiner Biografie von Thomas Brown Bekanntheit erlangte. Die beherrschende Präsenz war allerdings Thomas Chalmers, Professor für Theologie seit 1828 und zuvor Professor für Moralphilosophie an der University of St Andrews. Chalmers war ein Charismatiker und sprühte vor intellektueller Energie. Zudem war er ein begabter Prediger und wenige Jahre später Führer der Freikirchenbewegung in Schottland, die 1843 in dem als Disruption (engl. Spaltung, Trennung, Unterbrechung) bekannten Prozess in der Abspaltung der Free Church of Scotland  von der Church of Scotland gipfelte. Chalmers eigene Beiträge zur schottischen Philosophie waren spärlich, aber sein Einfluss auf die schottische Philosophie enorm. Noch wichtiger für Fraser war der Einfluss von William Hamilton, der seit 1836 Moralphilosophie und Ethik in Edinburgh lehrte. Fraser besuchte nicht nur Privatlektionen bei Hamilton, er war auch Gast bei dessen Abenddiskussionen mit ausgesuchten Studenten. Dort lernte der James Frederick Ferrier kennen, mit dem er später um die Nachfolge Hamiltons konkurrieren würde. 1837 schloss er seine Studien in Edinburgh ab.
In der Disruption nahm Fraser Chalmers Partei und wechselte zur Freikirche. Er wurde 1844 zum Pfarrer der Freikirche geweiht und übernahm die Pfarrei Cramond am Ufer des Firth of Forth, heute ein Vorort von Edinburgh.  Ein weiteres College, das New College, wurde in Konkurrenz zu den etablierten Colleges der University of Edinburgh gegründet, um Anhängern der Free Church eine intellektuelle Heimat zu bieten. Erster Professor für Logik dort wurde Frasers früherer Dozent William Hamilton, aber er wechselte nur zwei Jahre später zurück an die University of Edinburgh.
Fraser wurde als Nachfolger von Hamilton Professor für Logik. Er blieb zehn Jahre am New College und folgte dann wegen des Versagens des New College, mehr als nur ein Theologiestudium anzubieten, erfolgreich als Nachfolger von William Hamilton als Professor für Logik und Metaphysik an die University of Edinburgh. Damit übernahm auch seinen früheren Schüler John Veitch als Assistenten, der ein halbes Jahr zuvor von Hamilton angeworben worden war. Veitch hatte als Student schon Vorlesungen von Fraser gehört und die beiden verband eine Freundschaft.
Frasers Ernennung erfolgte nach einer umstrittenen Kandidatur, in welcher er mit James Frederick Ferrier (1808–1884) konkurrierte, damals Professor an der University of St Andrews und als der bekanntere Philosoph galt. Die Unterstützer der beiden bombardierten das mit der Entscheidung betraute Town Council mit Schreiben und argumentierten, dass Ferrier ein Hegelianer sei und nicht der ur-schottischen Common-Sense-Philosophie folge. Frasers Status als Schüler des damals bedeutenden Hamiltons wurde mit seiner Idealistischen Version bevorzugt und erhielt die Professur, die er für 35 Jahre halten würde.
Der Universities of Scotland Act von 1858 war für Fraser die Befreiung der Universitäten, die sich das New College ursprünglich einmal auf die Fahne geschrieben hatte. 1859 wählten ihn seine Kollegen zum Dekan der Fakultät der Künste, wo er für über dreißig Jahre verblieb. Gemeinsam mit dem Leiter der Universität, Grant, lenkte er die Geschicke der Universität in einer Periode des Wachstums und Wandels und verhalf ihr damit zu einem Ruf, den ihre medizinische Fakultät schon ein Jahrhundert zuvor errungen hatte.
1850 heiratete Fraser Jemima Gordon Dyce aus Cuttlehill, Aberdeenshire. Aus der Verbindung gingen ein Sohn und zwei Töchter hervor. Fraser verstarb rund sieben Jahre nach seiner Frau in Edinburgh und wurde auf dem Lasswade New Churchyard, Midlothian, beerdigt.

## Forschung und Lehre
Neben seiner Leistung in Verwaltungsangelegenheiten zeigte sich Fraser als ein einflussreicher Lehrer für eine neue Generation von Philosophiestudenten, darunter auch bekannte Namen wie Andrew Seth, der seinen Namen später in Andrew Seth Pringle-Pattison änderte. Seth wurde 1891 Frasers Nachfolger in der Professur. In Seth Einführungsvorlesung erinnerte er an Frasers einzigartige Fähigkeit, seine Studenten intellektuell zu erwecken und sie dazu zu bringen, uralte Fragen zu stellen und die Antworten neu zu überdenken.
Zeitgenossen betrachteten Fraser als die letzte Verbindung zur Common-Sense-Philosophie und den empirischen Untersuchungen, die zum Common-Sense geführt hatten. Seth Pringle-Pattison weist darauf hin, dass Fraser Zeitzeuge von Hamiltons Aufstieg und Niedergangs war und schon zwanzig Jahre Philosophie gelehrt hatte, als James Hutchison Stirling Hegels Schriften ins Englische übersetzte und so eine regelrechte Hegel-Manie in den britischen Universitäten in der zweiten Hälfte des 19. Jahrhunderts auslöste.
Fraser konzentrierte sich darauf, das Werk des irischen Philosophen George Berkeley neu zu beleben. 1871 veröffentlichte er die Collected Edition of the Works of Bishop Berkeley with Annotations. 1901 wurde das Werk in einer erweiterten Ausgabe noch einmal veröffentlicht. Die Arbeit gab Fraser die Möglichkeit zu reisen und auf einer dieser Reisen nach London wurde er Mitglied der Metaphysical Society, wo er einige der hervorragendsten Geister seiner Zeit traf. Zwar konnte er nur an einigen wenigen Treffen teilnehmen, aber er lernte Männer wie John Stuart Mill, Herbert Spencer und Thomas Carlyle in ihren eigenen vier Wänden kennen.
1891 zog sich Fraser von der Professur zurück. Er arbeitete aber weiter und schrieb weiter über britische Philosophen. 1894 folgte die Annotated Edition of Locke’s Essay. Im gleichen Jahr wurde er eingeladen, die Gifford Lectures in Edinburgh zu halten, die 1896 als The Philosophy of Theism veröffentlicht wurden. 1898 folgte die Biography of Thomas Reid. Für die Encyclopædia Britannica verfasste er den Artikel zu John Locke und 1904 veröffentlichte er eine Autobiographie mit dem Titel Biographia philosophica. Im Alter von 91 Jahren war Fraser noch in der Lage, die Korrekturen für die sechste Auflage der gesammelten Werke von Berkeley zu lesen. 1914 verstarb er in Edinburgh.

## Ehrungen
Am 1. Februar 1852 wurde Fraser als Fellow der Royal Society of Edinburgh berufen wo er zweimal als Beisitzer diente (1860–63 und 1879–82). Am 13. Juni 1883 wurde ihm die Ehrendoktorwürde (D.C.L.) der Oxford University verliehen, darüber hinaus noch en LL.D. der University of Edinburgh. Weitere Ehrendoktortitel erhielt er von der Princeton University, der University of Glasgow und der University of Aberdeen. Die University of Dublin verlieh ihm den Ehrentitel Litt.D.

## Bibliografie
- Essays in Philosophy (1856)
- Rational Philosophy in History and in System (1858)
- The Literary Life of Isaac Taylor in Macmillan's Magazine (1865)
- Collected Edition of the Works of Bishop Berkeley with Annotations, etc. (1871; erweiterte Fassung 1901).
- Berkeley (1881) Blackwood's Philosophical Classics
- Locke (1890) Blackwood's Philosophical Classics
- Annotated Edition of Locke's Essay (1894)
- Philosophy of Theism (1895) Gifford Lecture
- Thomas Reid (1898)
- Selections from Berkeley, annotated. An introduction to the problems of modern philosophy for the use of students in colleges and universities (1899)
- John Locke as a Factor in Modern Thought (1904)
- Biographia Philosophica (1904)
- Berkeley and Spiritual Realism (1908)

Herausgeber
- Life and Letters of George Berkeley (1871)
- The Works of George Berkeley (1901)

### Über Alexander Campbell Fraser
- John Kellie: Alexander Campbell Fraser: A Sketch of his Life and Philosophical Position